# Ku-U-I-Po
Ku-U-I-Po es una canción hawaiana grabada y popularizada por Elvis Presley y cuya composición pertenece a la tríada de Hugo Peretti, Luigi Creatore y George Weiss. El título de la canción alude al nombre de una joven nativa de Hawái y la letra gira en torno al amor del protagonista por la mencionada muchacha hawaiana. Elvis la incluyó entre las canciones de la banda sonora de su película Blue Hawaii.  En la película, Elvis canta la canción acompañado de una serie de músicos autóctonos de Hawaii para un grupo de muchachas turistas en la playa. 
Si bien el tema Ku-U-I-Po no fue editado por RCA como sencillo en USA, éste formó parte de una serie de importantes ábumes como Blue Hawaii, Aloha From Hawaii y posteriormente Mahalo From Elvis y Elvis The Alternative Aloha.  

## Grabaciones
La primera grabación de Elvis Presley del tema Ku-U-I-Po se remonta a las sesiones de grabación del 21 de marzo de 1961 en el estudio Radio Recorders de Hollywood, donde Elvis contó con el aporte musical de un gran número de músicos, además de su grupo de trabajo habitual de aquellos años, como Alvino Rey en la steel guitar y Fred Tavares y Bernie Lewis en los ukeleles que junto al aporte vocal de Elvis lograron darle a la canción la definición estilística de la música hawaiiana.
Presley volvería a realizar una nueva versión de Ku-U-I-Po para su concierto en vivo transmitido vía satélite a varios países del mundo, conocido como Aloha From Hawaii. En esta nueva oportunidad Elvis grabó varios temas del álbum Blue Hawaii con un estilo más acústico y sin la incorporación de instrumentos musicales autóctonos característicos de la música popular de Hawaii como la steel guitar, los ukeleles y los tambores.

## Músicos de la grabación de 1961
- Elvis Presley - voz
- Hank Garland - guitarra
- Scotty Moore - guitarra
- Tiny Timbrell - guitarra
- Bob Moore . bajo
- D.J. Fontana - batería
- Floyd Cramer.- piano
- Alvino Rey - steel guitar
- Fred Tavares y Bernie Lewis - ukeleles
- The Jordanaires - coros
- The Surfers - coros [1]

## Letra
La canción trata sobre el eterno amor de un hombre hacia su pareja, una joven mujer nativa de hawaii llamada Ku-U-I-Po, de la cual se enamora desde la primera vez en que ellos se saludaron. Tiempo después se casan y a medida que van pasando los años ellos siempre recuerdan el día de su boda y él le promete a su amada que siempre estará a su lado escuchándole decir que la ama más aún el día de hoy pero menos que lo que la amará mañana, ya que día a día él renueva su amor por ella con una dosis más de afecto. 
Ku-u-i-po Te amo más hoy                           Ku-u-I-po I love you more today
Más hoy que ayer More                               today than yesterday
Pero hoy te amo menos                               But I love you less today

Menos de lo que haré mañana                    Less than I will tomorrow
El texto de la derecha está en inglés, y el texto de la izquierda está en español.

## Ediciones más populares
- Blue Hwaii (álbum) - RCA 1961
- Aloha From Hawaii (álbum del concierto en vivo) - RCA 1973
- Mahalo From Elvis (álbum recopilatorio) - Pickwick Camdem - 1978
- Elvis - The Alternate Aloha - RCA 1988 [4]